# Umarjan
Umarjan (nep. उमार्जन) – gaun wikas samiti w środkowej części Nepalu w strefie Narajani w dystrykcie Bara. Według nepalskiego spisu powszechnego z 2001 roku liczył on 854 gospodarstw domowych i 4839 mieszkańców (2357 kobiet i 2482 mężczyzn).